# أدريان باينزا
أدريان أرنولدو باينزا (بالإسبانية: Adrián Paenza) (مواليد 9 مايو 1949) هو صحفي أرجنتيني ودكتوراه في علوم الرياضيات من جامعة بوينس آيرس (UBA).
وُلد في بوينس آيرس بالأرجنتين عام 1949 وحمل شهادة الدكتوراه في الرياضيات من جامعة بوينس آيرس، حيث يعمل حاليًا كأستاذ مشارك لقسم الرياضيات بكلية العلوم الطبيعية. كما أنه صحفي وعمل في المحطات الإذاعية الرئيسية، في جميع القنوات الجوية الخمس في الأرجنتين، وكان محررًا خاصًا للعديد من المجلات، ومساهمًا في الصحف الوطنية الثلاث: كلارين وPágina/12 وLa Nación.
سلسلة كتب أطفاله، Matemática... ¿Estás ahí؟، كانت من أكثر الكتب مبيعًا في الأرجنتين، ودول أمريكا اللاتينية الأخرى، وكذلك في ألمانيا وإسبانيا، حيث قاموا بتحرير الحالتين الأوليين. في عام 2014 حصل على جائزة ليلافاتي عن عمله في نشر الرياضيات.